# Amilcare Malagola
Amilcare Malagola, italijanski rimskokatoliški duhovnik, škof in kardinal, * 24. december 1840, Modena, † 22. junij 1895.

## Življenjepis
19. decembra 1863 je prejel duhovniško posvečenje.
26. junija 1876 je bil imenovan za škofa Ascolija Picena; 9. julija istega leta je prejel škofovsko posvečenje. 21. septembra 1877 je bil imenovan za nadškofa Ferma.
16. januarja 1893 je bil povzdignjen v kardinala in imenovan za kardinal-duhovnika S. Balbina.